# Tres ríos paralelos de Yunnan
Los tres ríos paralelos de Yunnan delimitan una zona protegida ubicada en el noroeste montañoso de la provincia china de Yunnan, que cubre una parte de las cabeceras de tres importantes ríos de Asia: el Yangtsé, el Mekong y el Salween. Fue incluida en el año 2003 en la Lista del Patrimonio Mundial de la UNESCO.

## Descripción
El Yangtsé, el Mekong y el Salween cruzan de norte a sur, con sus cursos paralelos, una cadena de montañas cuyos picos superar los 6.000 m. y profundas quebradas cuyas profundidades alcanzan los 3.000 m. Se encuentran allí también los sitios notables de la garganta del Salto del Tigre y el glaciar de Mingyongqia.
El sitio goza de climas muy variados, que van desde el subtropical en los valles glaciares de las montañas y una rica y excepcional biodiversidad. De acuerdo con UICN, sería difícil encontrar un lugar en otra región montañosa del mundo, que pueda superar al sitio propuesto, en su diversidad ecológica y topográfica. Se han descrito allí unas 6000 especies de plantas y 173 especies de mamíferos (81 endémicas), 414 de aves, (22 endémicas), 59 de reptiles (27 endémicas), 36 de anfibios (25 endémicas) y 76 de peces (35 endémicas).